# Marcus Æmilius Scaurus (sénateur)
Pour les articles homonymes, voir Aemilius Scaurus, Marcus Aemilius Scaurus et Marcus Aemilius Scaurus (préteur en -56).
Marcus Aemilius Scaurus est un homme politique de rang sénatorial de la fin de la République romaine.

## Famille
Il est un des Aemilii Scauri, membres de la gens des Aemilii. Il est le fils de Marcus Aemilius Scaurus et de Mucia Tertia, et le petit-fils de Marcus Aemilius Scaurus, grande figure politique de la fin du IIe siècle av. J.-C., orateur, consul et censeur. Mucia Tertia a été mariée auparavant à Pompée avec qui elle a eu trois enfants : Cnaeus Pompée, Pompeia Magna et  Sextus Pompée. Ceux-ci sont donc les demi-frères et demi-sœur de Scaurus,.
Il a un fils, Mamercus Aemilius Scaurus, consul en 21,.

## Biographie

### Proscription
Son lien de parenté avec Sextus Pompée, ennemi des triumvirs, lui vaut d'être inscrit sur la liste des sénateurs proscrits lors de la proscription de 43 av. J.-C. Présent en Sicile aux côtés de son demi-frère, il bénéficie d'une amnistie lors de la restitutio générale consécutive aux accords de Misène.
Il reste auprès de son demi-frère après l'automne 36 av. J.-C. et la défaite de Sextus Pompée face à Marcus Vipsanius Agrippa. Il est un des derniers partisans de Sextus qu'il suit en Asie.

### Ralliement à Marc Antoine
Après le printemps 35 av. J.-C., Scaurus se rend alors que son demi-frère est aux abois, rendant la situation de ce dernier désespérée. En effet, sa trahison provoque la capture de Sextus Pompée puisqu'il dévoile ses futurs déplacements. Sextus est exécuté peu de temps après par Marcus Titius,.
Il se rallie aux partisans de Marc Antoine aux côtés duquel il se trouve lors de la bataille d'Actium. Après avoir remporté la victoire sur son rival, Octavien souhaite éliminer tous les partisans restés fidèles jusqu'au bout à Marc Antoine, dont Scaurus, mais sa mère Mucia obtient qu'il soit épargné,.